# On the 6
On the 6 (с англ. — «На шестом») — дебютный студийный альбом американской актрисы и певицы Дженнифер Лопес, выпущенный 1 июня 1999 года на лейбле Work Records. В 1997 году Лопес сыграла главную роль в фильме «Селена». Роль вдохновила её на начало музыкальной карьеры, однако критики сочли это рискованным, посчитав, что это может плохо сказаться на её карьере. В записи альбома принимали участие такие продюсеры как Родни Джеркинсон, Кори Руни, Дэн Ши и Шон Комбс, который на тот момент являлся возлюбленным певицы.
Музыкальный дебют Дженнифер Лопес был воспринят критиками в основном положительно. On the 6 получил похвалу за свой консервативный, хотя и динамичный музыкальный стиль, и за сочетание латиноамериканской музыки с поп-музыкой и R&B. Вокал Дженнифер также получил похвалу за свою многогранность и был назван критиками «соблазнительным» и «знойным». Однако, некоторые критики остались недовольны вокалом певицы и альбомом в целом. On the 6 имел успех в чартах, попав в топ-10 чарта США и других стран, тем самым рассеяв предубеждения о том, что он может навредить карьере Лопес. Всего было продано около трёх миллионов копий в США (он стал трижды платиновым, согласно Ассоциации звукозаписывающей индустрии Америки) и более восьми миллионов копий по всему миру.
С альбома было выпущено пять синглов, большинство из которых имели коммерческий успех. Сингл «If You Had My Love» достиг первой строчки в США, «Waiting for Tonight» попал в топ-10. Совместная работа с будущим мужем Лопес Марком Энтони — баллада «No Me Ames» стала хитом в латиноамериканских чартах Billboard, песня «Let’s Get Loud» стала одной из «визитных карточек» певицы. Видеоклипы на песни «If You Had My Love», «Waiting for Tonight» и «Feelin' So Good» находились в ротации телеканалов MTV, VH1 и BET. В то время, после выпуска альбома, несколько других латиноамериканских исполнителей, такие как Рики Мартин и Марк Энтони, добились большого успеха на международном музыкальном рынке. Этот период был провозглашён «прорывом латиноамериканской музыки» и «этническим всплеском», и был возглавлен Мартином и Лопес. В последующие годы после своего выпуска, On the 6 позволил Лопес стать иконой поп-культуры.

## Предыстория
Когда Дженнифер Лопес была ребёнком, её родители старались научить правилам этикета и правильно говорить на английском языке. Они поощряли своих дочерей за то, что они устраивали представления дома, пели и танцевали друг для друга и для их друзей. Учась в последнем классе школы, Лопес узнала о кастинге для девушек подросткового возраста на небольшую роль в фильме. Пройдя кастинг, она получила роль в малобюджетном фильме «Моя маленькая девочка» (1986), соавтором и режиссёром которого является Конни Кейзермен. После съёмок в фильме, Лопес поняла, что она хочет стать «известной кинозвездой». Она рассказала об этом своим родителям, однако те посчитали, что это «очень глупая» идея, так «это не по латиноамерикански». Разногласия с родителями вынудили её покинуть дом и переехать в небольшую квартиру в Манхэттене. В это время, Лопес принимала участие в нескольких музыкальных постановках, и вскоре она была принята в хоровой ансамбль, который гастролировал по Европе в течение пяти месяцев. Участвовать в ансамбле ей не нравилось, так как она была единственной участницей, у которой не было сольной партии. Вскоре она стала танцовщицей, певицей и хореографом в японском шоу Synchronicity. Затем она стала танцовщицей труппы Fly Girls в телевизионной комедии In Living Color. Вместе со своим возлюбленным Дэвидом Крузом, она переехала в Лос-Анджелес, и была участницей труппы до 1993 года, когда она решила начать полноценную кинокарьеру.
Сыграв несколько второстепенных ролей, в 1996 году Лопес совершила большой прорыв в своей карьере, получив главную роль в фильме «Селена», биографической ленте о покойной американской певице и авторе песен. В фильме настоящий голос Селены использовался для музыкального сопровождения, но тем не менее в эпизодах фильма Лопес пела сама. Отвечая на вопрос в интервью, вдохновил ли её фильм на начало музыкальной карьеры, она ответила: «Я была очень, очень вдохновлена, так как я начинала свою карьеру в музыкальном театре. Этот фильм напомнил мне о пении, танцах и тому подобных вещах, которых мне так не хватало…». После съёмок в фильме, Лопес «почувствовала свои латинские корни» и записала демозапись на испанском языке. Затем, её менеджер отправил компании Work Records, принадлежавшей Sony Music Entertainment, песню под названием «Vivir Sin Ti», и те заинтересовались её пением. Глава лейбла Томми Мотолла предложил ей петь на английском языке. Она согласилась и начала запись своего дебютного альбома On the 6. Во время работы над альбомом, Лопес осознала, что с ней заключили контракт только из-за её внешности и уже известного имени в шоу-бизнесе. Она хотела доказать, что действительно обладает музыкальным талантом. Ещё до начала музыкальной карьеры, критики задавались вопросом, почему она так рискует карьеру в музыке. Было отмечено, что «если альбом окажется провальным, это не только поставит Лопес в невыгодное положение, но и может навредить её карьере».

## Запись
Для записи альбома Томми Мотоллой и Лопес была собрана команда продюсеров, среди которых был на тот момент возлюбленный Лопес Шон «Паффи» Комбс, её будущий муж Марк Энтони, Родни «Darkchild» Джеркинс, Poke & Tone, муж и жена Глория и Эмилио Эстефан и другие. Кори Руни, один из продюсеров и авторов песен альбома, позже рассказывал, что когда он познакомился с Лопес, они с ней «тотчас же нашли общий язык». Он сыграл для Мотоллы и Лопес на фортепиано и спел им песню «Talk About Us». Лопес и Мотолле понравилась эта песня, и певица записала её на следующий день, и в тесном сотрудничестве с Кори Руни начала работать над остальными композициями. Лауреат «Грэмми» и вокальный продюсер Бетти Райт, известная по песне «Clean Up Woman» (1971), тесно сотрудничала с Лопес в работе над альбомом и сильно вдохновляла её. По словам Лопес у Райт «удивительная энергетика»: «Она была со мной [в студии] изо дня в день, помогая мне. Я молодая певица, понимаете? Молодая студийная певица. Может я и пела всю свою жизнь, может я и пела на сцене и.т.п., но в студии всё совершенно по-другому. И тебе нужен тот, кто поможет пройти через это».
Однажды, во время работы над альбомом, Лопес «посчастливилось» записываться в одной студии вместе с американским певцом Марком Энтони. Энтони, который заинтриговался Лопес после просмотра фильма «Селена» (1997), вошёл к ней в студию и попросил её сняться в его клипе на песню «No Me Conoces». Она согласилась, но при условии что он запишет с ней песню, на что он тоже в свою очередь согласился. Об этом Лопес поведала в документальном фильме, который вошёл в её видео-альбом Feelin' So Good: «Тогда я позвонила Томми [Мотолле] и сказала: „Слушай, Марк Энтони сказал, что запишет со мной песню, и я не хочу петь дуэтом с кем-попало. Я хочу спеть с ним. Ты можешь заставить его подписать что-нибудь чтобы он записал песню со мной, если я снимусь в его клипе?“». Исполнители сначала сняли клип, а затем начали работать над песней.
«Let’s Get Loud» изначально была написана для Глории Эстефан, но она посчитала, что песня очень похожа на её предыдущие композиции. Затем она передала эту песню Лопес, посчитав, что она получит больше удовольствия от её исполнения. Лопес понимала, что запись первого альбома — это «другой мир», который отличается от кинокарьеры в Голливуде: «Кинокарьера очень структурирована временными и тому подобными рамками. Но музыкальный бизнес настолько свободен, что ты можешь начать когда захочешь». Она надеялась, что On the 6 понравится таким же людям, как и она: «Английский — мой первый язык. Я выросла здесь, я родилась здесь. У меня не было испаноязычной карьеры в самом начале. Я думаю, что альбом определённо понравится моему поколению, [так как] мы выросли в Америке, но у нас латиноамериканские родители или родители другой национальности». Она хотела, чтобы альбом отражал обе её стороны, назвав испаноязычных людей своей «основной аудиторией».

## Синглы
Дебютный сингл Лопес «If You Had My Love» был выпущен 4 мая 1999 года. Он был спродюсирован Родни Джеркинсом, LaShawn Daniels, Фредом Дженкинсом III и Кори Руни и мгновенно стал хитом, заняв первое место в США. Он также достиг международного успеха, став номером один в Австралии, Новой Зеландии, Финляндии и других стран. Он попал на вершины чартов более десяти стран. Размышляя об успехе песни в США, Лопес сказала: «Я думаю, что работа выполнена на „ура“, ведь это мой первый сингл, и он достиг успеха. Это просто всепоглощающее чувство… Для меня это очень важно». Режиссёром видеоклипа на эту песню выступил Пол Хантер. В клипе была затронута тема вуайеризма, а также он попал в ротацию музыкального канала MTV. Он был хорошо принят критиками, однако в Entertainment Weekly не особо оценили его. Песня «No Me Ames» (дуэт с Марком Энтони) стала вторым синглом с альбома. Несмотря на то, что трек был выпущен на обратной стороне сингла «If You Had My Love», обе песни ротировались на радио и попали в чарт Billboard’s Hot Latin Songs.
Третий сингл с альбома «Waiting for Tonight» был выпущен 15 ноября 1999 года. Клип на него снимался в новогоднюю ночь и стал партийно-тематическим по признакам Y2K. Он считается лучшим синглом (и видеоклипом) за всю карьеру Лопес. В начале 2000 года сингл поднялся до 8 строчки в Billboard Hot 100 (что делает его вторым синглом Лопес, который попал на верх чарта). 25 января 2000 года, совместно с рэперами Big Punisher и Fat Joe, был выпущен четвёртый сингл с альбома «Feelin' So Good». В связи с неявкой Big Punisher на Saturday Night Live, Лопес и Fat Joe исполнили песню вдвоём. Позже на MTV News было объявлено, что рэпер умер от сердечного приступа, связанного с лишним весом. Позже Лопес выступила с заявлением по поводу его смерти: «Он был источником гордости для латинского сообщества, великим исполнителем и великим человеком. Мы будем ужасно скучать по нему». На фоне громкой смерти рэпера, «Feelin' So Good» не удалось повторить успех предыдущих синглов с альбома и он занял 51 место в Соединённых Штатах. Тем не менее, он получил жёсткую ротацию на MTV. В клипе, который снимался в Манхэттене, приняли участие подруги Лопес. В июне 2000 года, прежде чем Лопес приступила к записи своего нового альбома, она выпустила заключительный сингл с альбома — «Let’s Get Loud».

## Продвижение и релиз
Я дала очень много интервью, потому что я хочу, чтобы все знали, что я думаю по этому поводу, Что бы это не было, для меня это победа и это не пиар-ход или случайная идея, как вы думаете. «О, я должна записать альбом и посмотреть что из этого выйдет». Нет, это всегда было частью меня, ещё тогда, когда я была юной, и то что люди сначала узнали меня как актрису, было просто случайностью, так как я всегда стремилась и заниматься музыкой, и сниматься в кино. Это был просто вопрос времени.
Название альбома относится к 6-й станции метро в Нью-Йорке, на котором Лопес ездила на работу в Манхэттен, так же как и домой в Бронкс во время её ранней карьеры. В день выпуска альбома, Лопес выступила в развлекательном комплексе Нью-Йорка Virgin Megastore и подписала диски своих фанатов. 4 июня 1999 года она презентовала альбом в торговом комплексе Лос-Анджелеса Beverly Connection, в Wherehouse Entertainment Store. Согласно музыкальному сервису Yahoo! Music, «она совершит парадный проход по красной ковровой дорожке и подпишет автографы для людей, ожидающих события». 9 июля Дженнифер Лопес и Рики Мартин приняли участие в Шоу Опры Уинфри для того, чтобы обсудить «прорыв латиноамериканской музыки» на англоязычном музыкальном рынке. На следующий день она выступила на закрытии Чемпионата мира по футболу среди женщин 1999, который проходил на стадионе «Роуз-боул». 12 августа Лопес была ведущей премии Teen Choice Awards. Неделей позже, на телеканале BET был показан документальный фильм, получивший название 24 Hours With Jennifer Lopez — From Fly Girl to Major Star. 23 августа в программе Making Video (эпизод 108) на канале MTV были показаны съёмки клипа на песню Лопес «Waiting for Tonight». Также в октябре на MTV о ней был показан документальный фильм, который показал её «путь к славе, как одной из самых популярных звёзд шоу-бизнеса, „путём возврата“ ей тех дней, когда она жила в Бронксе, где её мечта выступать на сцене начала исполняться в пятилетним возрасте, когда она занималась балетом и фламенко». 8 декабря 1999 года Лопес открыла церемонию награждения Billboard Music Awards, проходившей на MGM Гранд Гарден Арене, исполнив песню «Waiting for Tonight».
27 декабря 1999 года Лопес и на тот момент её возлюбленный, рэпер и продюсер и Шон Комбс (который является сопродюсером On the 6) были арестованы с двумя другими людьми в связи со стрельбой в клубе на Таймс-сквере в Нью-Йорке. Они обвинялись в использовании оружия в криминальных целях и краже чужого имущества. Вскоре Лопес была признана невиновной; её адвокат сделал заявление, что «Дженнифер Лопес не умеет пользоваться огнестрельным оружием и не одобряет его использование», в то время как Комбс публично заявил, что Лопес «не имеет никого отношения к стрельбе». Тем не менее, Комбс был обвинён в содеянном Манхэттенским судом. Ожидалось, что этот спор может негативно повлиять на промоушен альбома, однако, пресс-секретарь Лопес сообщила, что это маловероятно; стрельба, главным образом привлекла к себе внимание в Нью-Йорке. С выходом сингла «Feelin' So Good», Лопес снова начала продвигать альбом телевизионными интервью в начале 2000 года. 23 февраля Лопес появилась на 42-й церемонии «Грэмми» в экзотическое зелёном платье от «Версаче», что позволило затмить слухи о стрельбе. Платье стало одной из самых известных в истории, в котором прошлись по красной ковровой дорожке. На 13-й ежегодной премии Kids' Choice Awards, которая состоялась 15 апреля 2000 года, Лопес исполнила песню «Fellin' So Good». 2 мая в программе Saturday Night Live она снова исполнила песни «Feelin' So Good» и «Waiting for Tonight». Также в ноябре компаниями SMV Enterprises, Sony Corporation и Sony Music Entertainment был выпущен видеоальбом, получивший название Jennifer Lopez: Feelin' So Good. Альбом включает в себя документальный фильм, показывающий начало музыкальной карьеры Лопес с несколькими интервью, закулисными съёмками, клипами и записями с концертных выступлений.

## Коммерческий успех
On the 6 стал коммерчески успешным альбомом, что удивило критиков, так как это считалось большим риском для Лопес. За неделю, закончившуюся 19 июня 1999 года он дебютировал под номером восемь в Billboard 200. Продаваясь в количестве 112,000 копий в течение той же недели, If You Had My Love провёл свою вторую неделю под номером один в чарте Billboard Hot 100. На следующей неделе альбом опустился до двенадцатой строчки, хотя его лид-сингл оставался на вершине Hot 100. На третьей неделе альбом остался на этом же месте. Согласно Nielsen SoundScan, в течение первых трёх недель было продано 400,000 копий альбома. На протяжении июля альбом оставался в первой двадцатке чарта Billboard 200. По 21 августа альбом провёл десять недель на верхней двадцатке, в то время как If You Had My Love был в первой десятке Hot 100 в течение двенадцати недель. К октябрю было продано 1,6 миллиона копий альбома в США. После того, как альбом провёл один год в чарте, на неделе от 3 июня 2000 года он вылетел из чарта, заняв 173 позицию. Через две недели он вернулся в чарт под номером 179. На следующей неделе он опустился на 186 место. В целом, On the 6 испытал «53-недельный пробег» по Billboard 200. Альбом также достиг восьмой строчки чарта Top R&B/Hip-Hop Albums, и был трижды платиновым согласно Ассоциации звукозаписывающей индустрии Америки за продажу в размере трёх миллионов копий. К октябрю 2010 года рецензент журнала Billboard Гарри Траст сообщил, что было продано 2,81 миллиона копий альбома в Соединённых Штатах, что делает его вторым лучшим альбомом Лопес.
Альбом также пользовался международным успехом, попав в топ-10 альбомов в ряде стран. В Германии On the 6 дебютировал в чарте 19 июня 1999 года под номером восемь. Через две недели он достиг третьей строчки. Он получил золотой статус в этой стране от Bundesverband Musikindustrie (BVMI) за продажи, превышающие 250,000 копий. Альбом также достиг третьего места в Швейцарии, а также получил золотой статус за продажу 15,000 экземпляров. В Канаде On the 6 занял пятое место и был сертифицирован как пятикратно-платиновый за продажу более полумиллиона экземпляров. В Бельгии альбом достиг десятой строчки во Фландрии и шестой в Валлонии. В течение недели от 10 июля 1999 года On the 6 вошёл голландский чарт под номером 55. Почти месяц спустя, 7 августа, он достиг номера шесть. Альбом провёл в общей сложности 82 недели в нидерландском чарте, и стал платиновым за продажу 60,000 копий. On the 6 стал очень успешным и в Австралии, где он дебютировал (и достиг максимума) под номером 11 18 июля 1999 года. В 2002 году он стал платиновым от Австралийской ассоциации звукозаписывающей индустрии за продажу 70,000 копий. Альбом также достиг 14 строчки в Соединённом Королевстве, и стал платиновым согласно британской звукозаписывающей индустрии за продажу более 300,000 экземпляров.. 3 июля 1999 года альбом дебютировал во французском чарте альбомов под номером 24, достигнув 15 строчки через две недели. Он провёл в общей сложности 38 недель в чарте, и получил двукратно-золотой статус от Syndicat National de l’Édition Phonographique за продажу 210,000 копий. 26 ноября 1999 года было продано 2 миллиона копий альбома по всему миру и 5 миллионов к июню 2000 года. К 2003 году альбом был распродан тиражом более 8 миллионов копий по всему миру.

## Отзывы критиков
| Оценки критиков      | Оценки критиков |
| Источник             | Оценка          |
| -------------------- | --------------- |
| AllMusic             | [ 81 ]          |
| Entertainment Weekly | (C)             |
| Роберт Кристгау      | [ 83 ]          |
| Rolling Stone        | [ 84 ]          |
| Los Angeles Times    | [ 85 ]          |
| NME                  | [ 86 ]          |
| Sonic.net            | [ 87 ]          |

Альбом был очень тепло воспринят музыкальными критиками. Элиза Гарднер из агентства Los Angeles Times дала альбому положительную оценку, похвалив его «сочетание элементов урбана и латинской музыки и грува с ярким оттенком поп-музыки» и вокал Лопес, охарактеризовав его как «такой же соблазнительно-эмоциональный, как и её работа на экране». В журнале NME отметили, что «миллионер-кинозвезда Дженнифер Лопес вошла в музыкальную индустрию и её знойное журчание в одиночку покоряет публику, нуждающуюся в таких исполнителей, как Уитни Хьюстон, Кристиан Диор и других любимых в мире див <…> Вечным поискам славы Мэрайи Кэри только что был нанесён серьёзный удар». Роб Шеффилд из журнала Rolling Stone поставил альбому 3 балла из 5, похвалив серьёзное отношение Лопес к её музыке: «Приятным сюрпризом альбома является то, что она знает, что делает. Вместо напряжённого вокального исполнения, она напевает вполне внятное R&B журчание мировой звезды, которую не нужно прогонять, потому что она знает, что вы уже обратили на неё внимание». Шеффилд описал Лопес как «поюще-танцующую женщину», которая способна «превратить небольшое движение в большой поток энергии».

## Список композиций
| №   | Название                                               | Автор(ы)                                                                                   | Продюсер(ы)                               | Длительность |
| --- | ------------------------------------------------------ | ------------------------------------------------------------------------------------------ | ----------------------------------------- | ------------ |
| 1.  | «If You Had My Love»                                   | Rodney Jerkins, LaShawn Daniels, Cory Rooney                                               | Jerkins                                   | 4:25         |
| 2.  | «Should've Never»                                      | Rooney, Jennifer Lopez, Samuel Barnes, Jean Claude Olivier, Tonino Baliardo, Nicolas Reyes | Poke and Tone, Rooney, Dan Shea           | 6:14         |
| 3.  | «Too Late»                                             | Rooney, Lopez, Alvin West                                                                  | West                                      | 4:27         |
| 4.  | «Feelin' So Good» (featuring Big Pun and Fat Joe)      | Rooney, Lopez, Sean "Puffy" Combs, Steven Standard, George Logios                          | Combs                                     | 5:27         |
| 5.  | «Let’s Get Loud»                                       | Gloria Estefan, Kike Santander                                                             | Emilio Estefan Jr., Santander             | 3:59         |
| 6.  | «Could This Be Love»                                   | Lawrence P. Dermer                                                                         | Estefan Jr., Dermer                       | 4:26         |
| 7.  | «No Me Ames (Tropical Remix)» (duet with Marc Anthony) | Giancarlo Bigazzi, Marco Falagiani, Aleandro Baldi, Ignacio Ballesteros                    | Estefan Jr., Shea, Juan Vincente Zambrano | 5:03         |
| 8.  | «Waiting for Tonight»                                  | Maria Christensen, Michael Garvin, Phil Temple                                             | Ric Wake, Richie Jones                    | 4:06         |
| 9.  | «Open Off My Love»                                     | Kyra Lawrence, Darrell "Digga" Branch, Lance "Un" Rivera                                   | Branch, Rivera                            | 4:35         |
| 10. | «Promise Me You'll Try»                                | Peter Zizzo                                                                                | Wake                                      | 3:52         |
| 11. | «It’s Not That Serious»                                | Rooney, Lopez, Jerkins, Loren Dawson                                                       | Jerkins, Dawson                           | 4:17         |
| 12. | «Talk About Us»                                        | Rooney                                                                                     | Rooney, Shea                              | 4:35         |
| 13. | «No Me Ames (Ballad Version)» (duet with Marc Anthony) | Bigazzi, Falagiani, Baldi, Ballesteros                                                     | Shea                                      | 4:38         |
| 14. | «Una Noche Más»                                        | Christensen, Garvin, Temple, Manny Benito                                                  | Wake                                      | 4:09         |

| №   | Название                                                  | Автор(ы)                                                | Продюсер(ы)                  | Длительность |
| --- | --------------------------------------------------------- | ------------------------------------------------------- | ---------------------------- | ------------ |
| 15. | «Baila»                                                   | Estefan Jr., Jon Secada, Randall Barlow, George Noriega | Estefan Jr., Barlow, Noriega | 3:35         |
| 16. | «Theme from Mahogany (Do You Know Where You’re Going To)» | Michael Masser, Gerald Goffin                           | Shea, Rooney                 | 3:34         |

| №  | Название                                                          | Длительность |
| -- | ----------------------------------------------------------------- | ------------ |
| 1. | «If You Had My Love (Dark Child Master Mix)»                      | 4:25         |
| 2. | «If You Had My Love (Metro Remix)»                                | 6:08         |
| 3. | «Waiting for Tonight (Metro Mix)»                                 | 5:53         |
| 4. | «Waiting for Tonight (Future Shock Midnight at Mambo Mix)»        | 8:36         |
| 5. | «Feelin' So Good (Bad Boy Remix)» (featuring Big Pun and Fat Joe) | 4:31         |

| №   | Название                                               | Длительность |
| --- | ------------------------------------------------------ | ------------ |
| 1.  | «No Me Ames» (duet with Marc Anthony)                  | 4:36         |
| 2.  | «If You Had My Love»                                   | 4:25         |
| 3.  | «Una Noche Más»                                        | 4:06         |
| 4.  | «Should've Never»                                      | 6:15         |
| 5.  | «Es Amor»                                              | 4:41         |
| 6.  | «Let’s Get Loud»                                       | 4:00         |
| 7.  | «It’s Not That Serious»                                | 4:16         |
| 8.  | «Amar Es Para Siempre»                                 | 3:53         |
| 9.  | «Too Late»                                             | 4:28         |
| 10. | «El Deseo De Tu Amor»                                  | 3:37         |
| 11. | «Talk About Us»                                        | 4:35         |
| 12. | «Could This Be Love»                                   | 4:26         |
| 13. | «No Me Ames (Tropical Remix)» (duet with Marc Anthony) | 5:03         |
| 14. | «Waiting for Tonight»                                  | 4:06         |

| №  | Название                      | Длительность |
| -- | ----------------------------- | ------------ |
| 1. | «If You Had My Love» (Video)  |              |
| 2. | «Waiting for Tonight» (Video) |              |

## Чарты и сертификации
| Чарт (1999)                            | Наивысшая позиция |
| -------------------------------------- | ----------------- |
| Австралия (ARIA)                       | 11                |
| Австрия (Ö3 Austria)                   | 7                 |
| Бельгия/Фландрия (Ultratop)            | 10                |
| Бельгия/Валлония (Ultratop)            | 6                 |
| Канада (Canadian Albums Chart)         | 5                 |
| Нидерланды (Album Top 100)             | 6                 |
| Финляндия (Suomen virallinen lista)    | 15                |
| Франция (SNEP)                         | 15                |
| German Albums Chart                    | 3                 |
| Hungarian Albums Chart                 | 14                |
| Италия (Classifica album)              | 18                |
| Japanese Albums Chart                  | 20                |
| Новая Зеландия (RMNZ)                  | 18                |
| Норвегия (VG-lista)                    | 14                |
| Испания (PROMUSICAE)                   | 12                |
| Швеция (Sverigetopplistan)             | 20                |
| Швейцария (Schweizer Hitparade)        | 3                 |
| Великобритания (UK Albums Chart)       | 14                |
| США (Billboard Top R&B/Hip-Hop Albums) | 8                 |
| США (Billboard 200)                    | 8                 |

| Чарт (1999)                      | Наивысшая позиция |
| -------------------------------- | ----------------- |
| Australian Albums Chart          | 79                |
| Austrian Singles Chart           | 40                |
| Belgian Albums Chart (Wallonia)  | 35                |
| Belgian Albums Chart (Flanders)  | 59                |
| Canadian Albums Chart            | 17                |
| Dutch Albums Chart               | 57                |
| Italian Albums Charts            | 59                |
| Spanish Albums Chart             | 34                |
| Swiss Albums Chart               | 44                |
| US Billboard 200                 | 50                |
| Billboard Top R&B/Hip-Hop Albums | 71                |

| Страна                | Сертификация  | Продажи   |
| --------------------- | ------------- | --------- |
| Аргентина             | Платиновый    | 40,000    |
| Австралия             | Платиновый    | 70,000    |
| Австрия               | Золотой       | 10,000    |
| Бельгия               | Платиновый    | 30,000    |
| Канада                | 5× Платиновый | 500,000   |
| Европа                | Платиновый    | 1,000,000 |
| Финляндия             | Золотой       | 15,000    |
| Франция               | 2× Золотой    | 210,000   |
| Германия              | Золотой       | 250,000   |
| Япония                | Золотой       | 100,000   |
| Нидерланды            | Платиновый    | 60,000    |
| Новая Зеландия (RMNZ) | Золотой       | 7,500     |
| Польша                | Платиновый    | 100,000   |
| Швейцария             | Золотой       | 15,000    |
| Великобритания        | Платиновый    | 300,000   |
| США                   | 3× Платиновый | 2,808,000 |